# Caterina Chinnici

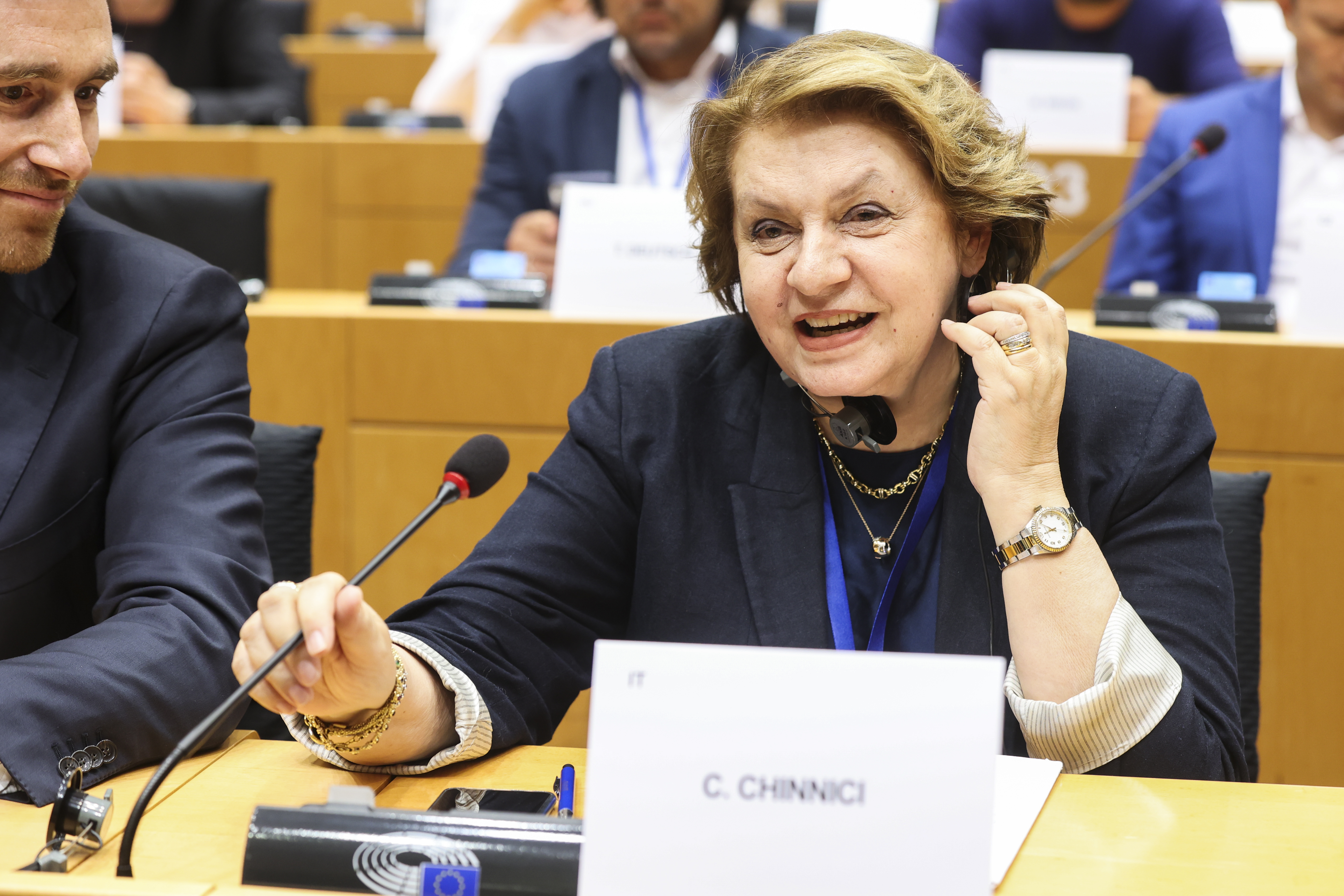
Caterina Chinnici (2024)

Caterina Chinnici (* 5. November 1954 in Palermo) ist eine italienische Politikerin der Forza Italia, bis April 2023 Partito Democratico.

## Leben
Chinnici ist seit 2014 Abgeordnete im Europäischen Parlament. Dort war sie stellvertretende Vorsitzende in der Delegation für die Beziehungen zu den Ländern Mittelamerikas und Mitglied im Ausschuss für bürgerliche Freiheiten, Justiz und Inneres. Sie ist in der 10. Legislaturperiode (2024–2029) stellvertretende Vorsitzende im Haushaltskontrollausschuss, erneut Mitglied im Ausschuss für bürgerliche Freiheiten, Justiz und Inneres sowie stellvertretendes Mitglied im Rechtsausschuss.